# John Charles Fields
Pour les articles homonymes, voir Fields.
John Charles Fields (14 mai 1863 - 9 août 1932) est un mathématicien canadien et le fondateur de la médaille Fields pour accomplissement exceptionnel en mathématiques. Remise d'abord en 1936, la médaille est remise tous les quatre ans depuis 1950 au congrès international des mathématiciens à deux, puis à quatre au plus méritants à partir de 1966, âgés de moins de quarante ans.

## Biographie
Né à Hamilton en Ontario d'un propriétaire d'une boutique de cuir, Fields est diplômé de l'institut collégial de Hamilton en 1880 et de l'université de Toronto en 1884 avant de partir pour les États-Unis pour étudier à l'université Johns-Hopkins à Baltimore au Maryland. Fields reçoit son Ph.D. en 1887. Sa thèse, intitulée Solutions symboliques finies et solutions par intégrales définies de l'équation dny/dxn = xmy, est publiée dans l'American Journal of Mathematics en 1886.
Fields enseigne pendant deux ans à Johns Hopkins avant d'intégrer la faculté du Allegheny College (en) à Meadville en Pennsylvanie. Désillusionné par l'état des recherches mathématiques en Amérique du Nord de l'époque, il part pour l'Europe en 1891, séjournant principalement à Berlin, à Göttingen et à Paris, où il s'associe à quelques-uns des plus grands esprits mathématiques de l'époque, dont Karl Weierstrass, Felix Klein, Ferdinand Georg Frobenius et Max Planck. Fields se lie également avec Gösta Mittag-Leffler une amitié qui perdure toute leur vie. Fields commence à publier des rapports sur un nouveau sujet, les fonctions algébriques, qui sont par la suite le domaine de recherches le plus fructueux de sa carrière.
Fields revient au Canada en 1902 pour donner des cours à l'université de Toronto. De retour dans son pays natal, Fields travaille sans relâche pour que les mathématiques soient plus reconnues au sein des instances académiques et publiques. Il réussit à faire pression sur l'assemblée législative de l'Ontario pour obtenir une subvention à la recherche de 75 000 $ pour l'université de Toronto, et aide à établir le Conseil national de recherches du Canada et la Fondation de recherches de l'Ontario. Fields est président du Royal Canadian Institute de 1919 à 1925, période pendant laquelle il essaye, avec un succès mitigé, de fondre l'institut en un centre dominant de recherche scientifique. Ses efforts, cependant, sont essentiels au choix de Toronto comme lieu du congrès international des mathématiciens de 1924.
Fields est surtout connu pour son développement de la médaille Fields, proposée en 1923, qui est considérée par certains comme le prix Nobel en mathématiques, bien qu'il y ait des différences dans les prix. Son projet de médaille date de la fin des années 1920 mais, du fait de son état de santé, il ne peut assister à sa concrétisation : il meurt en 1932 après une maladie de trois mois ; dans son testament, il laisse 47 000 $ au fonds de la médaille Fields.
Fields est élu membre de la Société royale du Canada en 1907 et de la Société royale de Londres en 1913.